# Triglief

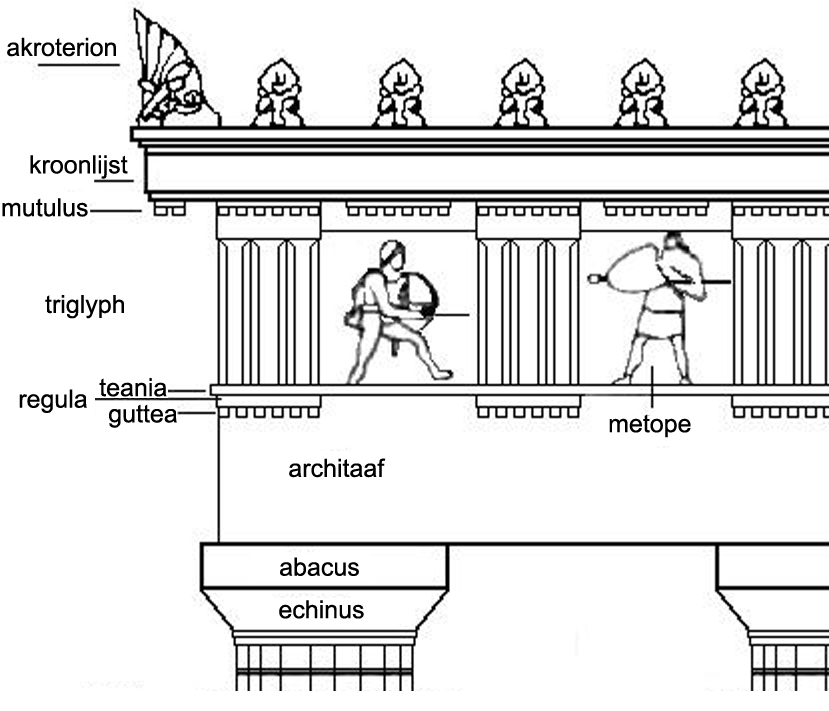
Detaillering hoofdgestel Griekse tempel

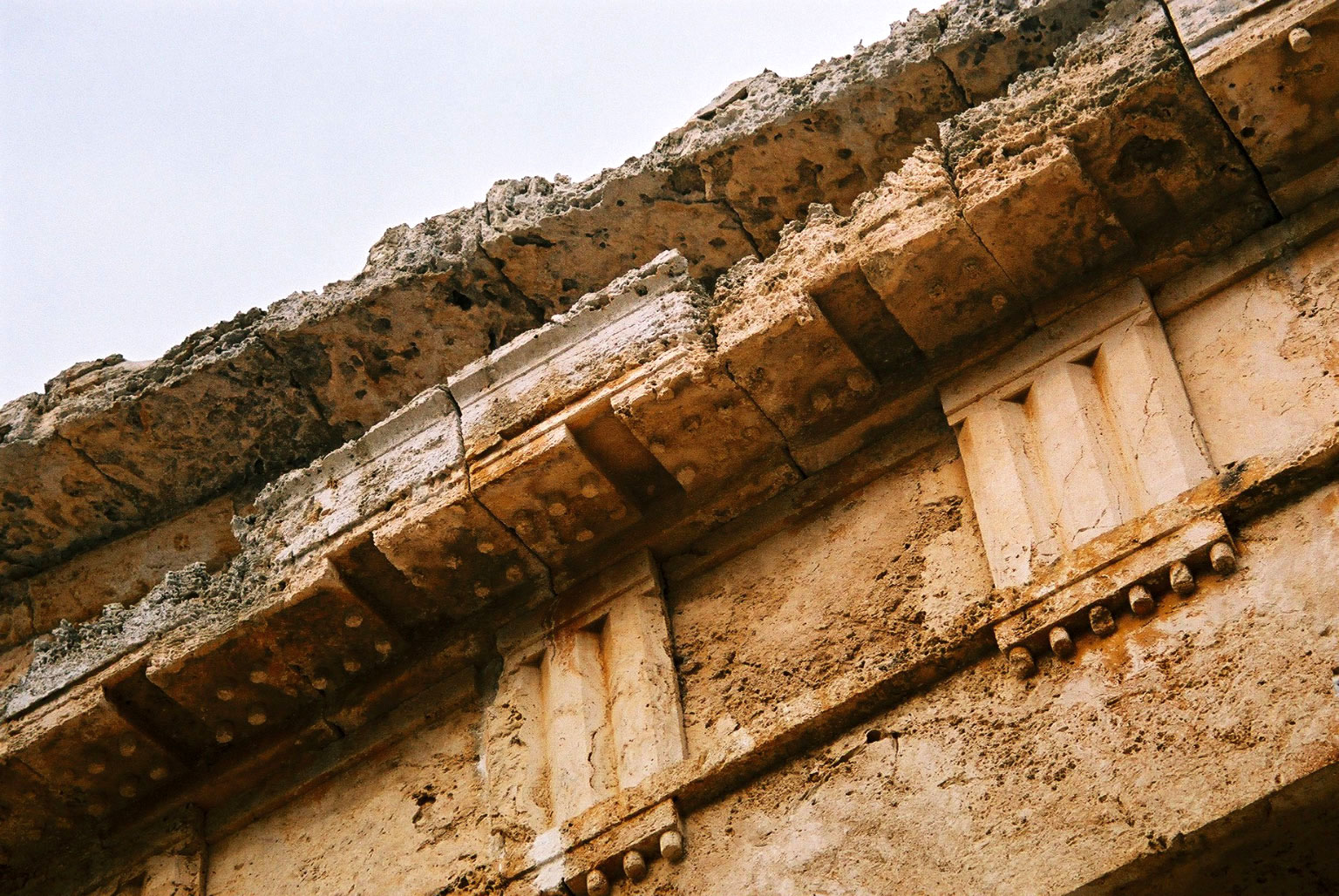
Trigliefen op de Dorische tempel van Segesta, Sicilië; de metopen ontbreken

Een triglief (Gr. τρίγλυφος, "in drieën gekeept") is de architectonische term voor een met twee hele en twee halve verticale sleuven versierde stenen plaat als onderdeel van een Dorisch fries.
Tussen de trigliefen in het fries bevinden zich de metopen. Trigliefen zijn waarschijnlijk de architectonische weergave in steen van de afdekplaten van de uiteinden van oorspronkelijk houten balken in een tempel.